# Маслов, Алексей Григорьевич
Алексе́й Григо́рьевич Ма́слов (13 октября 1903, с. Набережное, Орловская губерния, Российская империя — 4 мая 1971, Куйбышев, РСФСР, СССР) — советский военачальник, генерал-майор (01.09.1943).

## Биография
Родился 13 октября 1903 года в селе Набережное, ныне Воловского района Липецкой области. Русский.

### Военная служба

#### Межвоенные годы
В октябре 1922 года поступил курсантом в 22-ю пехотную школу в городе Воронеж, а с января 1923 года учился в 10-й пехотной школе в городах Вятка и Сумы. После окончания последней с сентября 1924 года служил командиром стрелкового взвода и взвода учебного батальона в 84-м стрелковом полку 28-й стрелковой Горской Краснознаменной дивизии СКВО. С октября 1926 года был курсовым командиром во Владикавказской пехотной школе. Член ВКП(б) с 1928 года. С октября 1931 года командовал батальоном в 65-м стрелковом полку 22-й Краснодарской стрелковой дивизии в городе Новороссийск. С апреля 1933 года по ноябрь 1936 года учился в Военной академии РККА им. М. В. Фрунзе, после окончания назначен начальником штаба 1-го моторизованного полка 1-й моторизованной дивизии МВО в городе Ярославль. С марта по сентябрь 1937 года временно командовал этим полком. В ноябре 1937 года зачислен слушателем в Академию Генштаба РККА. В августе 1939 года окончил её с отличием и назначен начальником штаба 107-й стрелковой дивизии СибВО. 12 декабря 1940 года переведен на должность начальника штаба 53-го стрелкового корпуса.

#### Великая Отечественная война
С началом войны 26 июня 1941 года с корпусом выехал на фронт в 24-ю армию, находившуюся в резерве Ставки ГК. В начале июля его части были передислоцированы в район города Дорогобуж, где заняли оборону по рекам Днепр, Вопь и Ужа. В ходе Смоленского сражения они, действуя на направлении Вязьма, Духовщина, попали в окружение и понесли большие потери. После выхода оставшийся личный состав был обращен на доукомплектование других частей, управление корпуса расформировано, а полковник Маслов 31 августа назначен начальником оперативного отдела и заместителем начальника штаба 19-й армии. В октябре в ходе Вяземской оборонительной операции её войска оказались в окружении юго-западнее Ельни и вели тяжелые бои в этом районе, сковав значительные силы врага. В середине октября часть войск армии прорвала фронт окружения и с боями пробивалась к своим. В ночь с 28 на 29 октября полковник Маслов со своей группой переправился через реку Нара 1-2 км севернее города Наро-Фоминск на участке оборонявшегося здесь 6-го мотострелкового полка. На следующий день прибыл в штаб Западного фронта, а затем эвакуирован в госпиталь. После выздоровления с 28 декабря зачислен в распоряжение ГУК НКО и в январе 1942 года назначен заместителем начальника штаба 20-й армии Западного фронта. В ходе Ржевско-Вяземской наступательной операции её войска прорвали оборону немцев на рубеже реке Лама и к концу января вышли в районе северо-восточнее Гжатска. В августе в рамках Ржевско-Сычёвской наступательной операции армия провела Погорело-Городищенскую операцию, затем во взаимодействии с другими войсками фронта обороняла ржевско-вяземский рубеж. Приказом по войскам Западного фронта полковник Маслов был награждён орденом Красного Знамени. В марте 1943 года армия принимала участие во второй Ржевско-Вяземской наступательной операции, затем находилась во втором эшелоне фронта (юго-западнее Вязьмы).
С 13 июня 1943 года переведен на должность начальника штаба 36-го гвардейского стрелкового корпуса. В составе 11-й гвардейской армии Западного и Брянского (с 30 июля) фронтов участвовал с ним в Курской битве, Орловской наступательной операции. С 15 октября 1943 года корпус вместе с армией ходил в состав Прибалтийского (с 20 октября — 2-го Прибалтийского), а с 18 ноября — 1-го Прибалтийского фронтов. За боевые отличия в этой должности генерал-майор Маслов был награждён орденами Кутузова 2-й ст. и Красного Знамени.
9 января 1944	года вступил во временное командование, а с 28 февраля утвержден командиром 83-й гвардейской стрелковой Городокской Краснознаменной дивизии, находившейся в обороне северо-западнее Витебска, а с марта — юго-восточнее Идрицы. Летом она в составе 36-го гвардейского стрелкового корпуса 11-й гвардейской армии 3-го Белорусского фронта принимала участие в Белорусской, Минской, Вильнюсской и Каунасской наступательных операциях. За боевые отличия дивизия была награждена орденом Суворова 2-й ст. (10.07.1944). Этим же орденом награждён и её командир генерал-майор Маслов. Осенью она в составе тех же корпуса и армии вела бои на подступах к Восточной Пруссии, участвуя в Гумбиненской наступательной операции. С января 1945 года успешно действовала в Восточно-Прусской, Инстербургско-Кёнигсбергской наступательных операциях, в разгроме инстербургской группировки немцев и боях на подступах к Кёнигсбергу. С февраля дивизия вместе с армией входила в Земландскую группу войск 3-го Белорусского фронта, а в апреле участвовала в штурме Кёнигсберга.
За время войны комдив Маслов был пять раз персонально упомянут в благодарственных в приказах Верховного Главнокомандующего.

#### Послевоенное время
После войны с 10 мая по 6 июля 1945 года генерал-майор Маслов находился на лечении в госпитале в городе Феодосия, затем был направлен в распоряжение Военного совета Особого ВО (Кёнигсберг). С августа временно исполнял должность начальника Управления боевой подготовки округа (с марта 1946 года — 11-й гвардейской армии ПрибВО), а в начале октября 1946 года назначен заместителем начальника Управления боевой подготовки стрелковых войск. В том же месяце переведен на должность начальника Управления боевой и физической подготовки ПрикВО. С 9 марта 1950 года исполнял должность помощника командующего 38-й армией в городе Станислав. С декабря 1952 года по ноябрь 1953 года проходил подготовку на ВАК при Высшей военной академии им. К. Е. Ворошилова, затем назначен пом. командующего 28-й армией БВО в городе Гродно (с 25 сентября 1954 года — помощник командующего армией и начальник отдела боевой подготовки армии). С февраля 1956 года занимал должность помощника командующего войсками и начальника отдела боевой подготовки штаба ПриВО. 15 июля 1957 года гвардии генерал-майор Маслов уволен в отставку по болезни.

## Награды
- орден Ленина (06.11.1947)[6]
- пять ордена Красного Знамени (24.01.1943[7], 03.01.1944[8], 03.11.1944[9][6], 12.02.1945[10], 21.08.1953[6])
- орден Суворова 2-й степени (26.07.1944)[11]
- орден Кутузова 2-й степени (27.08.1943)[12]
  - медали в том числе:
  - «XX лет Рабоче-Крестьянской Красной Армии» (1938)[7]
  - «За победу над Германией в Великой Отечественной войне 1941—1945 гг.» (1945)
  - «За взятие Кёнигсберга» (1945)

Приказы (благодарности) Верховного Главнокомандующего в которых отмечен А. Г. Маслов.
- За форсирование реки Березина, и овладение штурмом городом и крупным узлом коммуникаций Борисов — важным опорным пунктом обороны немцев, прикрывающим подступы к Минску. 1 июля 1944 года. № 126.
- За прорыв долговременной, глубоко эшелонированной обороны немцев, прикрывавшей границы Восточной Пруссии, вторжение в пределы Восточной Пруссии и овладение мощными опорными пунктами обороны противника — Ширвиндт, Наумиестис (Владиславов), Виллюнен, Вирбалис (Вержболово), Кибартай (Кибарты), Эйдткунен, Шталлупёнен, Миллюнен, Вальтеркемен, Пиллюпёнен, Виштынец, Мелькемен, Роминтен, Гросс Роминтен, Вижайны, Шитткемен, Пшеросьль, Гольдап, Филипув, Сувалки. 23 октября 1944 года. № 203.
- За завершение ликвидации окружённой восточно-прусской группы немецких войск юго-западнее Кёнигсберга. 29 марта 1945 года. № 317.
- За завершение разгрома кёнигсбергской группы немецких войск и овладение штурмом крепостью и главным городом Восточной Пруссии Кёнигсберг — стратегически важным узлом обороны немцев на Балтийском море. 9 апреля 1945 года. № 333.
- За овладение последним опорным пунктом обороны немцев на Земландском полуострове городом и крепостью Пиллау — крупным портом и военно-морской базой немцев на Балтийском море. 25 апреля 1945 года. № 343.